# Erland Lagerlöf (professor)
Erland Lagerlöf, född 1653 i Värmland, död den 28 november 1713, var en svensk professor och rector magnificus för Lunds universitet. Han var bror till rikshistoriografen Petrus Lagerlöf och tillhörde släkten Lagerlöf från Värmland.
Lagerlöf studerade vid Uppsala universitet och var under denna tid även informator för Gustaf Cronhielm samt senare för två söner till riksrådet Erik Lindschöld. Såväl Cronhielm som Lindschöld kom att bli kanslerer för Lunds universitet, och det var på den senares förord som Lagerlöf 1689 utsågs till professor i teoretisk filosofi vid detta lärosäte. 1707 förflyttades han från denna tjänst till professuren i romersk vältalighet, vilken han innehade fram till sin död. 1691, 1702 och 1711 var han tillika universitets rektor.
Martin Weibull skriver i sin historik över Lunds universitet följande om Lagerlöf:
Erland Lagerlöf var en efter sin tids anda och med dess vetenskapliga utrustning lärd man. Af sin samtid prisades han derjemte för sin älskvärda personlighet och för en finhet och belefvenhet i sitt sätt att vara, som vid honom tidigt fästat hans gynnares uppmärksamhet.
Lagerlöf utgav under sin professorstid ett drygt tjugotal vetenskapliga skrifter, samtliga på latin, samt ett antal akademiska program, bland annat vid firandet av olika svenska segrar under Karl XII:s krig.